# Efecte bloc

## Introducció
L'efecte bloc o efecte de bloc està directament relacionat amb la codificació d'imatges. La divisió de la imatge en blocs i el tractament independent de cada bloc fa visible la separació entre els mateixos en la imatge recuperada.

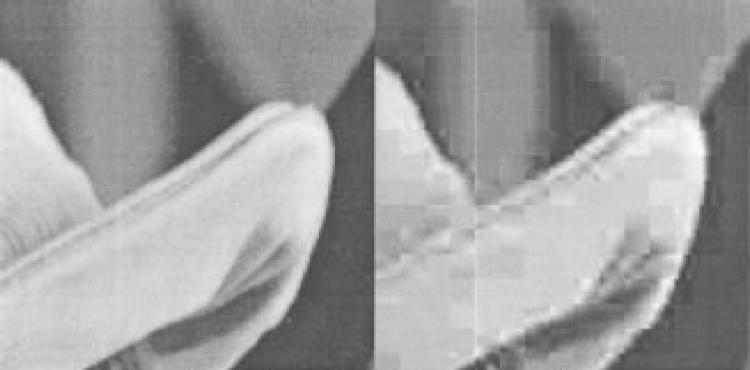
Imatge original i imatge amb Efecte bloc

## Causes
El procés de codificació d'imatges fixes es compon de tres fases:
- Transformació.
- Quantificació.
- Codificació.

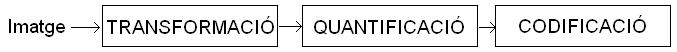
Diagrama de blocs general d'un codificador d'imatges fixes.

El procés de transformació s'encarrega de canviar el domini de la imatge per tal d'eliminar redundància espacial. Transformades típiques són la Transformada de Fourier, la Transformada KTL, Haar Transform o la Transformada discreta del cosinus (DCT). Aquesta última és l'emprada per la norma MPEG, a causa del fet que la DCT només té part real, redueix a la meitat el nombre de coeficients necessaris (respecte a la Transformada de Fourier) i sempre s'aplica la mateixa transformació (no depèn del senyal).
Per tal de reduir la complexitat de la transformació i tenint en compte que les imatges són redundants en zones localitzades, la imatge original es divideix en blocs. La mida d'un bloc no pot disminuir indefinidament. A mesura que la imatge es divideix en blocs més petits, la transformació explota menys la correlació entre píxels i augmenta la correlació entre blocs veïns tot i que aquesta correlació no s'aprofita, a causa del fet que cada bloc es codifica independentment. Aquest comportament limita la mida del bloc. 8x8 píxels és la mida més utilitzada.

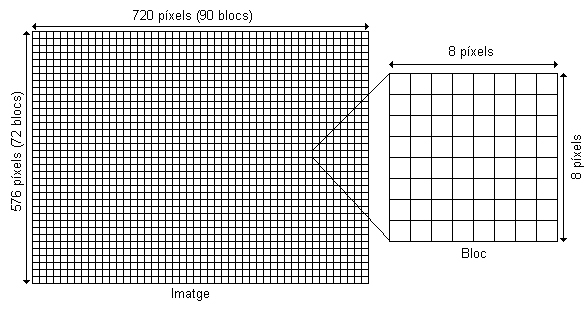
Divisió en blocs de 8x8 píxels

La transformació de cada un d'aquests blocs a partir de la imatge base de la DCT genera (per cada bloc) una matriu de 64 coeficients. El resultat de la DCT és, normalment, un nombre petit de coeficients de valor considerable (ja que el bloc generalment és un senyal de baixa freqüència). La resta de coeficients són zero o de valor molt petit.
El primer dels coeficients indica la component continua, que representa la intensitat mitjana del bloc, i l'últim dona la component de freqüència espacial més elevada.
Com més uniforme sigui el bloc menor serà el nombre de coeficients representatius. Així doncs, el cas més favorable és el d'un bloc totalment uniforme, ja que només tindrà un coeficient no nul corresponent a la component de contínua.

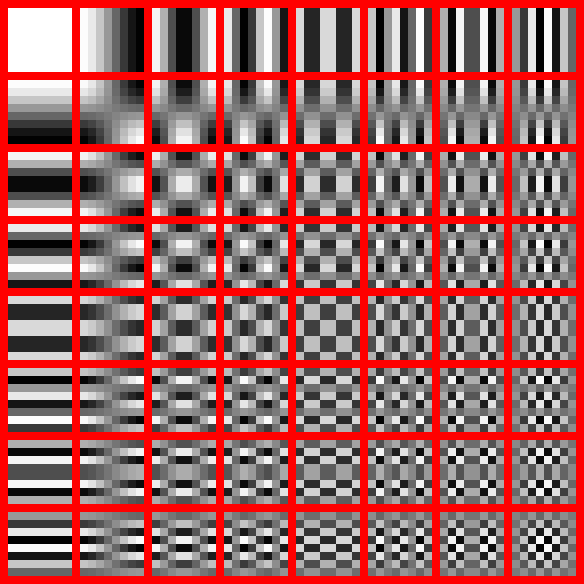
Representació de les imatges base de la transformada cosinus discreta bidimensional de 8x8

Aprofitant que la DCT té la propietat de concentrar l'energia del bloc sobre uns quants coeficients situats a la part superior esquerra, i tenint en compte les particularitats psicofisiològiques de la vista humana (menor sensibilitat de l'ull a freqüències espacials elevades) per tal de reduir el nombre de coeficients a enviar, es pot efectuar una discriminació per llindar. Els valors per sota d'aquest llindar es posen a zero, ja que es consideren poc o res importants. Depenent del llindar escollit i de la quantificació posterior aplicada, la pèrdua d'informació serà major o menor incidint així sobre la qualitat de la imatge i el seu efecte bloc.
Així doncs, l'ús de la subdivisió de la imatge en blocs queda justificada amb la contrapartida de l'aparició de l'efecte bloc a la imatge recuperada.

## Solucions
La investigació de metodologies per a la reducció de l'efecte de blocs ha cridat molt l'atenció des de la dècada dels 80 quan van aparèixer tècniques com el mètode de superposició i el mètode de filtratge, que comparteixen com a principal avantatge la simplicitat de càlcul. En la dècada dels 90 van aparèixer altres tècniques com el mètode de mínims quadrats o algorisme de LMS (Least-Mean-Square) amb filtres d'alta freqüència per a recuperar les imatges originals.
La tècnica de filtratge consisteix a determinar automàticament la quantitat d'energia del bloc així com la seva distribució i preservant al màxim els detalls, realitzar una transformació per a suavitzar les discontinuïtats entre blocs veïns. D'aquesta manera, els filtres processaran pitjor les seqüències a càmera lenta mentre que aconseguiran un efecte millor de suavitzat en el cas de moviments ràpids.
H.261, H.263, H.264, DivX, XviD utilitzen algun tipus de mètode de filtratge per a suavitzar l'efecte de blocs, com el Deblocking filter en H.264/MPEG-4 AVC.